# John Whiteside Parsons
John Whiteside Parsons (Jack Parsons, ur. jako Marvel Whiteside Parsons 2 października 1914 w Los Angeles, zm. 17 czerwca 1952 w Pasadenie) – amerykański chemik, technik w California Institute of Technology. Pionier z zakresu badań nad stałym paliwem rakietowym, współtwórca Jet Propulsion Laboratory oraz Aerojet Corp.
Parsons był także okultystą, interesował się twórczością angielskiego okultysty i pisarza Aleistera Crowleya. Kierował amerykańską lożą organizacji Crowleya Ordo Templi Orientis.
Zginął w wyniku wybuchu w domowym laboratorium.
Jego nazwisko nosi jeden z kraterów po niewidocznej stronie Księżyca.